# Untriennium
Az untriennium a periódusos rendszer még nem előállított, 139-es rendszámú eleme. Vegyjele Ute. Az untriennium a IUPAC-nomenklatúra szerinti ideiglenes, szisztematikus elnevezés. Eka-aktíniumnak is nevezik.

## Tulajdonságai
- Elektronkonfiguráció: [Og] 5g18 6f1 8s2 (Az atompálya-betöltődési vagy Madelung-szabály szerint)
- Relatív atomtömeg: 338-370 g/mol (becsült)
- Periódus: 8
- Mező: f
- Halmazállapot: feltehetően szilárd

## Jelentősége
Egyik érdekessége, hogy egyes (nem relativisztikus) feltételezések szerint ennél az elemnél a legbelső elektronhéjon (1s) lévő elektronok sebessége elérheti a fénysebességet. Ezen megközelítés értelmében nem létezhet ennél nagyobb rendszámú elem, mert akkor a belső elektronok sebességének meg kellene haladnia a fénysebességet, ami az atompályák instabilitását és összeomlását okozná. Más elmélet szerint létezhet ennél magasabb rendszámú elem is.
A másik különlegessége, hogy ez lenne az első olyan elem, amelynek egyik elektronhéján teljesen betöltött (18 elektron) g-pályája van, és a felette lévő héj f-pályáján is található elektron. Egyes felvetések szerint az 5g-pálya nem telítődik, viszont a 6f mellett a 8p-pályára is kerül elektron.